# Seyid Riza
Seyid Rıza (en zazaki : Sey Rıza, en kurmandji : Seyîd Riza), parfois écrit Seyit Rıza, né en 1863 à Dersim et mort le 15 novembre 1937 à Elâzığ, est un important pir et chef tribal Kurdes zaza qui a dirigé la révolte de Dersim (1937-1938) contre l'armée turque.

## Biographie
Fils de Seyid İbrahim, et issu d'une grande famille kurde alévie de la lignée de Seyid Ahmed Dede, Rıza devient, malgré son jeune âge, le chef du clan Abbasan de la tribu de Seyid Hesenan. Il se marie avec la fille d'un riche propriétaire foncier et député, Diyap Yıldırım (en). Pendant la campagne du Caucase, à Erzurum, il aurait participé, avec hésitation néanmoins, à la lutte contre les forces russo-arméniennes aux côtés des Ottomans. Selon les mémoires de Nuri Dersimi, intellectuel et rebelle kurde, Seyid Rıza protège des milliers d'Arméniens durant le génocide de 1915. De manière plus générale, Dersim devient l'un des rares refuges pour les Arméniens. Rıza participe aussi aux réunions de direction de la révolte de Koçgiri (1921).
Il dirige enfin la révolte de Dersim, et tente d'unifier les tribus kurdes, sur fond de division confessionnelle entre sunnites et alévis, contre la politique d'épuration ethnique lancée par la Turquie. Mais la révolte est violemment réprimée et des milliers de civils sont massacrés ou déportés. Seyid Rıza est capturé le 5 septembre 1937 et condamné à mort par le juge İhsan Sabri Çağlayangil (qui deviendra ministre des Affaires étrangères en 1965) venu spécialement d'Ankara, et pendu le 15 novembre 1937 à Elâzığ, avant la visite d'Atatürk dans la région ; son fils de 16 ans, Resik Hüseyin, et plusieurs autres membres de sa famille connaîtront le même sort.